# Nombre d'Euler (física)
|  | Per altres significats, vegeu llista de temes anomenats en honor de Leonhard Euler. |

El nombre d'Euler és un nombre adimensional emprat en càlculs de dinàmica de fluids. Expressa la relació entre la força de la pressió i l'energia cinètica per unitat de volum, i s'empra per a caracteritzar les pèrdues en el fluid.
Es defineix com:
{\displaystyle {\mathit {Eu}}={\frac {p(\mathrm {upstream} )-p(\mathrm {downstream} )}{{\frac {1}{2}}\rho V^{2}}}}
on
- {\displaystyle \rho } = densitat del fluid.
- {\displaystyle p(upstream)} = pressió a la part alta del flux ("upstream").
- {\displaystyle p(downstream)} = pressió a la part baixa del flux ("downstream").
- {\displaystyle V} = velocitat característica del flux.

Amb una forma similar, però de significat diferent, hi ha el nombre de cavitació.